# Hélder Martins de Carvalho
Hélder Martins de Carvalho (* 1. Januar 1977) ist ein ehemaliger angolanischer Fußballschiedsrichter.
Ab 2008 war er FIFA-Schiedsrichter und leitete internationale Fußballspiele.
Martins wurde bei drei Afrika-Cups eingesetzt. Er leitete ein Gruppenspiel beim Afrika-Cup 2010 in Angola, ein Gruppenspiel und ein Achtelfinale beim Afrika-Cup 2019 in Ägypten sowie ein Gruppenspiel beim Afrika-Cup 2022 in Kamerun.
Zudem leitete er Spiele in der CAF Champions League (10 Partien), in der afrikanischen Qualifikation für die Weltmeisterschaft 2010, 2014, 2018 und 2022 (acht Spiele), bei der U-17-Weltmeisterschaft 2011 in Mexiko (zwei Gruppenspiele), beim U-20-Afrika-Cup 2017 in Sambia (ein Gruppenspiel) sowie Freundschaftsspiele.
Im April 2023 beendete er nach 27 Jahren seine Karriere. In einem Interview berichtete er von häufigen Bestechungsversuchen.